# Naturschutzgebiet Belgenbach
Das gemeinsame Naturschutzgebiet Belgenbach liegt im Gemeindegebiet Simmerath und Monschau. Es beginnt südlich der alten Verbindungsstraße Imgenbroich nach Simmerath und endet an der Mündung in die Rur. Die Grenze zwischen beiden Gebieten bildet in etwa der Belgenbach. Der westliche Teil gehört unter dem Namen Naturschutzgebiet Belgenbachtal zu Monschau, der östlich als Naturschutzgebiet Belgenbachtal mit Seilfertsief, Drossel- und Holzbachtal zu Simmerath. Es überschneidet sich mit dem Natura-2000-Schutzgebiet Oberlauf der Rur mit der Kennung DE-5403-304.

## Beschreibung

### Belgenbachtal von der Belgenbacher Brücke bis zur Mündung in die Rur
Das Tal beginnt als Sohlental und wandelt sich bachabwärts in ein Sohlenkerbtal. Der Bach ist bis zu drei Metern breit mit steiniger Sohle. Das Wasser fließt schnell über Schwellen und Kolke. Stellenweise hat sich ein Steilufer ausgebildet. Im Tal wurden in Bachnähe großflächig die Fichten beseitigt und nun konnten sich binsenreiche Feuchtbrachen bilden, aber auch Hochstaudenflure mit Mädesüß und Pestwurz. Langfristig wird sich ein Erlenwald einstellen. In der Talsohle sind einige kleine Teiche vorhanden, die aufgelassene Fischteiche sein könnten. Westlich der Belgenbacher Mühle durchzieht eine markante Felsklippe den Hang. Der aus dem Osten aus Richtung Eicherscheid her fließende Holzbach mündet oberhalb der Belgenbacher Mühle.

### Unteres Belgenbachtal zwischen Belgenbacher Mühle und Rurtal
Das Gebiet umfasst das untere Belgenbachtal mit dem von Nordosten einmündenden Tal des Drosselbachs. Hier fließt der Belgenbach durch ein tief eingeschnittenes Kerbtal. An der Belgenbacher Mühle sind kleinflächige Wiesen zu finden. Nah den Ufern stocken auch Erlen und Ahorn und vereinzelt Ilex. Oberhalb des Mündungsbereichs des Drosselbachs befindet sich ein tief eingeschnittenes Tal mit Eschenschluchtwald mit Bergahorn und älteren Bergulmen.

## Schutzzweck
Geschützt werden sollen die Lebensräume für viele nach der Roten Liste der gefährdeten Pflanzen, Pilze und Tiere in NRW. Das Gebiet dient vorrangig der Erhaltung eines naturnahen Fließgewässerabschnitts als Lebensraum für bedrohte Pflanzen- und Tierarten und der Erhaltung und Entwicklung natürlicher Lebensräume gemäß Anhang I FFH-Richtlinie. So sind hier z. B. Eisvogel, Schwarzspecht, Grauspecht, Groppe, Gelbe Narzisse und Beinbrech. Diese Biotoptypen sind in diesem Gebiet anzutreffen: Quellen, Nass- und Feuchtgrünland, naturnahe, unverbaute Bachabschnitte, an der Oberfläche anstehende Felsen, Magerwiesen und Weiden sowie Auwälder, Bruch- und Sumpfwälder und Schlucht-, Block- und Hangschuttwälder.